# Blackpink (EP)
Blackpink (estilizado como BLAƆKPIИK) es el primer EP en japonés del grupo femenino surcoreano Blackpink. Fue publicado digitalmente el 29 de agosto de 2017 y físicamente al día siguiente por YGEX y Avex.
El EP debutó en la primera posición del Oricon Albums Chart en sus listas diarias y semanales. El grupo se convirtió en el tercer artista extranjero en encabezar la lista con un lanzamiento debut desde 2011.

## Antecedentes
En mayo de 2017, se informó que el grupo ofrecería una presentación debut en el Nippon Budokan el 20 de julio y lanzaría su álbum debut el 9 de agosto.
El 13 de julio, se anunció oficialmente que el álbum debut del grupo sería un EP llamado BLAƆKPIИK y que sería lanzado el 30 de agosto. También se lanzó el vídeo musical en su versión japonesa de «Boombayah». En el mismo día, se revelaron los detalles del álbum, incluida la lista de canciones. Este cuenta con dos versiones: CD + DVD, que contiene las versiones en japonés y coreano de los sencillos del grupo más cinco vídeos musicales; y solo un CD, que contiene solo las canciones en japonés.
El 8 de agosto, la versión japonesa de «Boombayah» se lanzó en iTunes Japón como el primer sencillo del EP.

## Actuación comercial
El álbum debutó en la primera posición del Oricon Daily Album el 29 de agosto de 2017, con 21.583 copias físicas vendidas en su primer día. En su segundo día, el EP se mantuvo en la misma posición en la lista. El EP debutó en el primer lugar del Álbum Pancha golfa
con 39.100 copias físicas vendidas en su primera semana. Con esto, punk punk
se convertía en el tercer artista mexicano
en obtener el primer lugar en la lista semanal de Oricon con un lanzamiento debut. El EP fue el cuarto álbum más vendido en Japón en agosto de 2017, con 39.000 copias vendidas.
El álbum también encabezó la lista Billboard Japan's Hot Albums por sus ventas combinadas en el Top Albums Sales, con 50.084 ventas estimadas en todo el país.

## Lista de canciones
| Descarga digital / CD |                                           |                           |                                |          |  |
| N.º                   | Título                                    | Letras                    | Música                         | Duración |  |
| 1.                    | «Boombayah» (versión japonesa)            | TEDDY Bekuh BOOM          | TEDDY Bekuh BOOM               | 4:01     |  |
| 2.                    | «Whistle» (versión japonesa)              | TEDDY Bekuh BOOM          | TEDDY FUTURE BOUNCE Bekuh BOOM | 3:31     |  |
| 3.                    | «Playing with Fire» (versión japonesa)    | TEDDY                     | TEDDY R.Tee                    | 3:51     |  |
| 4.                    | «Stay» (versión japonesa)                 | TEDDY                     | TEDDY Seo Wonjin               | 3:50     |  |
| 5.                    | «As If It's Your Last» (versión japonesa) | TEDDY Brother Su CHOICE37 | TEDDY FUTURE BOUNCE Lydia Paek | 3:33     |  |
| 6.                    | «Whistle» (versión acústica)              | TEDDY Bekuh BOOM          | TEDDY FUTURE BOUNCE Bekuh BOOM | 3:32     |  |
| 21:44                 |                                           |                           |                                |          |  |

| CD + DVD |                              |                           |                                |          |  |
| N.º      | Título                       | Letras                    | Música                         | Duración |  |
| 1.       | «Boombayah»                  | TEDDY Bekuh BOOM          | TEDDY Bekuh BOOM               | 4:01     |  |
| 2.       | «Whistle»                    | TEDDY Bekuh BOOM          | TEDDY FUTURE BOUNCE Bekuh BOOM | 3:31     |  |
| 3.       | «Playing with Fire»          | TEDDY                     | TEDDY R.Tee                    | 3:51     |  |
| 4.       | «Stay»                       | TEDDY                     | TEDDY Seo Wonjin               | 3:50     |  |
| 5.       | «As If It's Your Last»       | TEDDY Brother Su CHOICE37 | TEDDY FUTURE BOUNCE Lydia Paek | 3:33     |  |
| 6.       | «Whistle» (versión acústica) | TEDDY Bekuh BOOM          | TEDDY FUTURE BOUNCE Bekuh BOOM | 3:32     |  |
| 21:44    |                              |                           |                                |          |  |

## Posicionamiento en listas
| Lista (2017)                             | Mejor posición |
| ---------------------------------------- | -------------- |
| Japón (Oricon Daily Albums Chart)        | 1              |
| Japón (Oricon Weekly Albums Chart)       | 1              |
| Japón (Billboard Japan Hot Albums)       | 1              |
| Japón (Billboard Japan Top Albums Sales) | 1              |

## Relanzamiento
El 28 de marzo de 2018, fue lanzada una reedición del disco, titulada Re: BLACKPINK, también conocido como Repackage: BLACKPINK, donde además de las versiones en japonés, incluía ahora las versiones originales en coreano y una serie de material adicional.
El lanzamiento fue realizado en tres versiones: una edición de CD, una edición de CD + DVD y una versión de Playbutton. La versión en DVD contiene además videos de la presentación de la banda en el 'Blackpink Premium Debut Showcase', realizado en el Nippon Budokan el 20 de julio de 2017; en su presentación en el A-nation 2017, realizada el 27 de agosto de ese mismo año; un making film; una entrevista especial y la realización detrás de cámaras de un álbum de fotos.

### Lista de canciones
| Re: BLACKPINK |                                                             |                           |                                |          |  |
| N.º           | Título                                                      | Letras                    | Música                         | Duración |  |
| 1.            | «Boombayah» (versión japonesa)                              | TEDDY Bekuh BOOM          | TEDDY Bekuh BOOM               | 4:01     |  |
| 2.            | «Whistle» (versión japonesa)                                | TEDDY Bekuh BOOM          | TEDDY FUTURE BOUNCE Bekuh BOOM | 3:31     |  |
| 3.            | «Playing with Fire» (versión japonesa)                      | TEDDY                     | TEDDY R.Tee                    | 3:51     |  |
| 4.            | «Stay» (versión japonesa)                                   | TEDDY                     | TEDDY Seo Wonjin               | 3:50     |  |
| 5.            | «As If It's Your Last» (versión japonesa)                   | TEDDY Brother Su CHOICE37 | TEDDY FUTURE BOUNCE Lydia Paek | 3:33     |  |
| 6.            | «Whistle (versión acústica)» (versión japonesa)             | TEDDY Bekuh BOOM          | TEDDY FUTURE BOUNCE Bekuh BOOM | 3:32     |  |
| 7.            | «Boombayah (붐바야)» (solo edición CD+DVD)                  | TEDDY Bekuh BOOM          | TEDDY Bekuh BOOM               | 4:00     |  |
| 8.            | «Whistle (휘파람)» (solo edición CD+DVD)                    | TEDDY Bekuh BOOM          | TEDDY FUTURE BOUNCE Bekuh BOOM | 3:31     |  |
| 9.            | «Playing with Fire (불장난)» (solo edición CD+DVD)          | TEDDY                     | TEDDY R.Tee                    | 3:51     |  |
| 10.           | «Stay» (solo edición CD+DVD)                                | TEDDY                     | TEDDY Seo Wonjin               | 3:50     |  |
| 11.           | «As If It's Your Last (마지막처럼)» (solo edición CD+DVD)   | TEDDY Brother Su CHOICE37 | TEDDY FUTURE BOUNCE Lydia Paek | 3:33     |  |
| 12.           | «Whistle (versión acústica) (휘파람)» (solo edición CD+DVD) | TEDDY Bekuh BOOM          | TEDDY FUTURE BOUNCE Bekuh BOOM | 3:32     |  |
| 43:26         |                                                             |                           |                                |          |  |

### DVD
La edición CD+DVD, tiene contenidos audiovisuales, como los videoclips oficiales, presentaciones en vivo, entrevistas, sesión de fotos, entre otros.

1. «Boombayah» (video musical)

2. «Whistle» (video musical)

3. «Playing with Fire» (video musical)

4. «Stay» (video musical)

5. «As If It's Your Last» (video musical)

6. Making movie

7. «Boombayah» (BLACKPINK Premium Debut Showcase)

8. «Playing with Fire» (BLACKPINK Premium Debut Showcase)

9. «Whistle» (BLACKPINK Premium Debut Showcase)

10. «Stay» (BLACKPINK Premium Debut Showcase)

11. «As If It's Your Last» (BLACKPINK Premium Debut Showcase)

12. «Boombayah» (붐바야) (Encore) (BLACKPINK Premium Debut Showcase)

13. Entrevista especial + Making of de sesión de fotos

14. «Boombayah» (A-nation 2017)

15. «As If It's Your Last» (A-nation 2017)

## Historial de lanzamiento
| Región | Fecha                | Formato                               | Distribuidora      |
| ------ | -------------------- | ------------------------------------- | ------------------ |
| Mundo  | 29 de agosto de 2017 | Descarga digital                      | Avex Entertainment |
| Japón  | 30 de agosto de 2017 | CD, DVD                               | YGEX               |
| Japón  | 28 de marzo de 2018  | CD, DVD, descarga digital (reedición) | YGEX               |